# 바르피

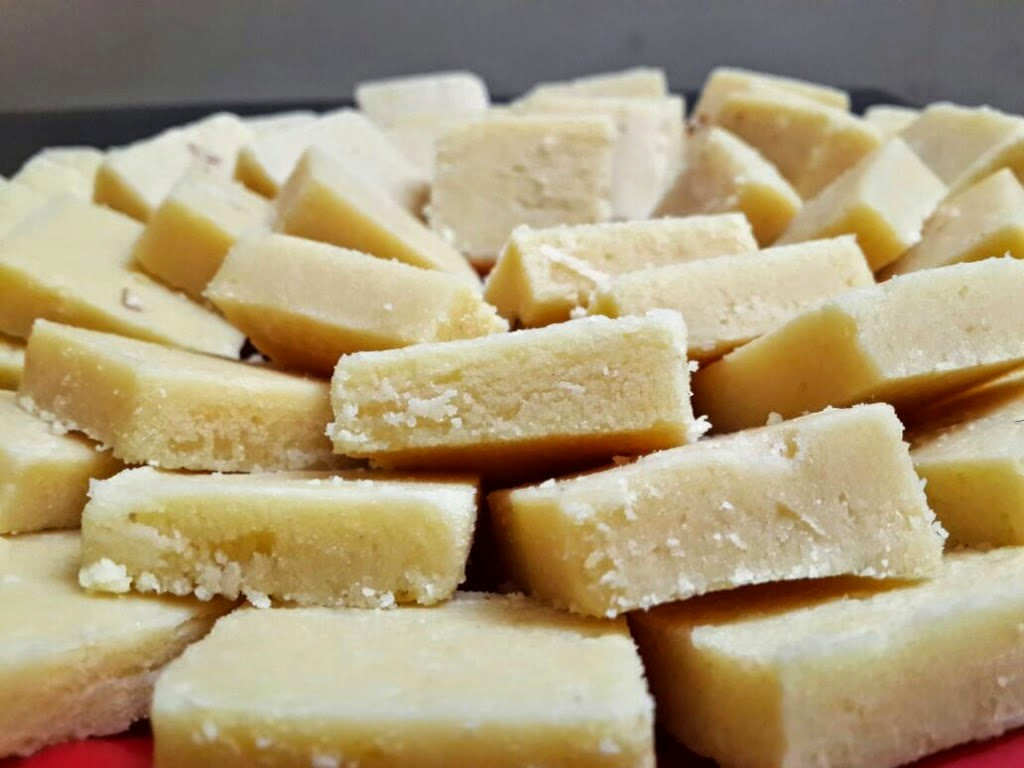
바르피

바르피(힌디어: बर्फ़ी)는 인도 요리 중 하나로, 단 맛이 나는 일종의 고체 응축우유이다. 같이 넣는 재료에 따라 다양한 종류로 구분된다.

## 같이 보기
- 퍼지 (음식)